# Берт (графство Донегол)
Берт (ирл. An Bheart) — округ в графстве Донегал, Ирландия, на главной дороге между Леттеркенни и Дерри.

## Расположение

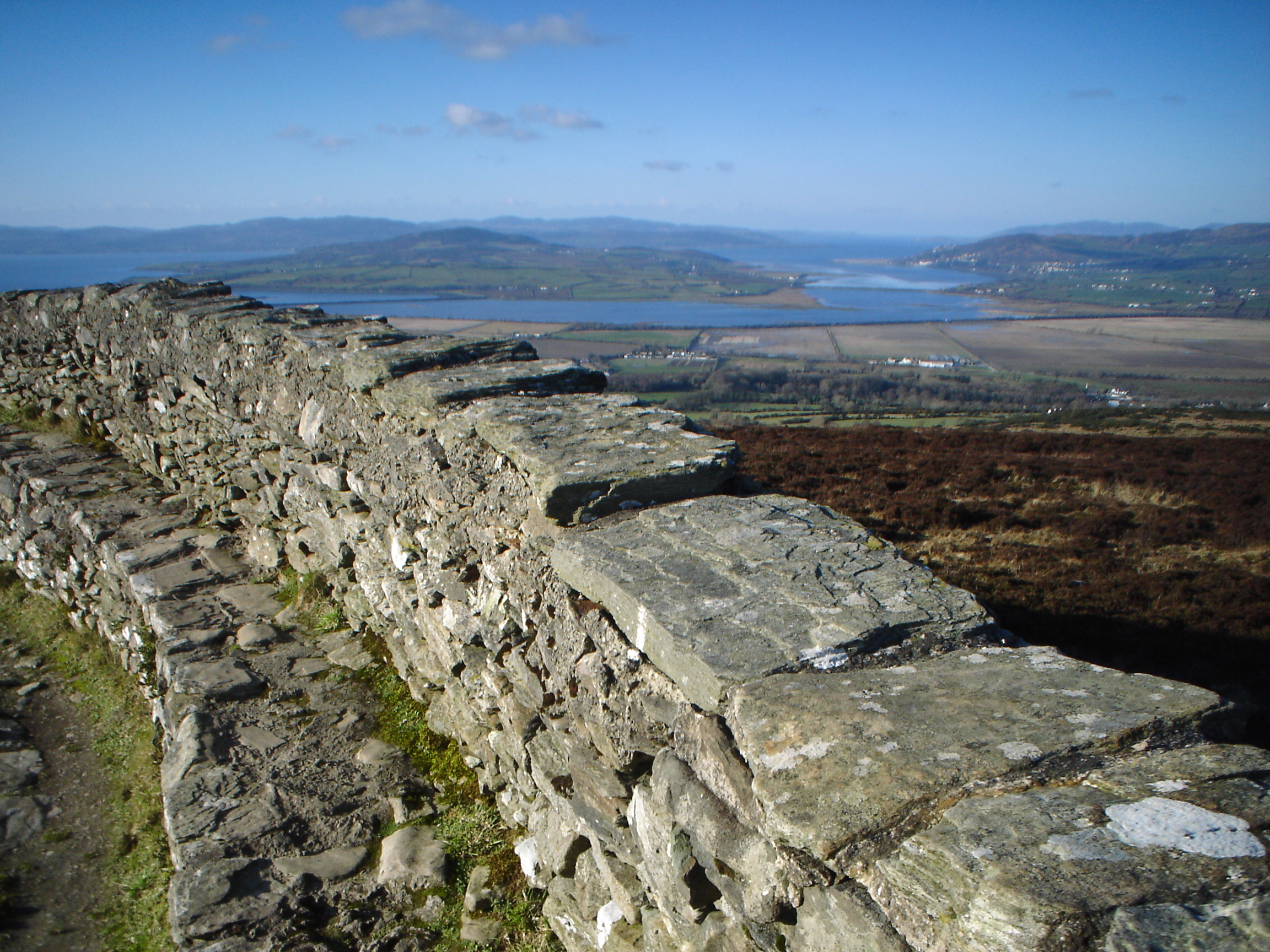
Вид на Берт из Грианана из Айлеха.

Расположенный у основания полуострова Инишоуэн, город Берт является частью округа Фон. Древний каменный форт Грианана Айлеха датируется 1700 годом до нашей эры.
В ясный день отсюда можно увидеть холмы семи графств Ирландии и побережье Ольстера, особенно Лох-Суилли, и Лох-Фойл. С холма форта Грианана видны размеры мелиорированной земли на уровне Инч, которая была огорожена тремя насыпями в 1856 году. Римско-католическая часовня Берт на шоссе N13 была построена по образцу Грианана Айлеха. Пресвитерианская община неподалеку датируется 1673 годом, но нынешняя церковь была построена в 1896 году.
Путешествующие по главной дороге N13 из Дерри в Леттеркенни также видят остатки вискикурни Берта с каменной дымовой трубой, использовавшейся в XVIII и XIX веках в Бохуллионе.

## Замок Берт
Замок Берт (ирл. Caisleán Bhirt) стоит на вершине Каслхилла и датируется XVI веком; он имеет тесные связи с кланом О'Доэрти. За Каслхиллом на краю Лох-Суилли находятся остатки аббатства или церкви в Грейндже. На церковном дворе в Грейнже находятся одни из самых ранних могильных камней в этой местности, датируемые XVII веком. На стенах старого здания находятся надгробия и таблички с могилами преподобного Эндрю Фергюсона Сена, второго пресвитерианского священника Берта с 1690 по 1725 год, а также его сына преподобного Эндрю Фергюсона Джуна, который сменил своего отца на посту священника Берта с 1725 по 1787 год.

## Известные люди
- Джозиас Лесли Портер (1823–1889) — пресвитерианский миссионер ; Президент Королевского колледжа, Белфаст
- Джозеф Маклафлин (1867-1926) - конгрессмен-республиканец США из Пенсильвании .
- У. Д. Флэкс (1921–1993) - политический корреспондент BBC.
- Пол Каллаган (1971 г.р.) - гэльский футболист